# Pszichoszociális kockázat
Törvényi rendelkezés szerint pszichoszociális kockázatnak minősül a munkavállalót a munkahelyén érő azon hatások (konfliktusok, munkaszervezés, munkarend, foglalkoztatási jogviszony bizonytalansága stb.) összessége, amelyek befolyásolják az e hatásokra adott válaszreakcióit, illetőleg ezzel összefüggésben stressz, munkabaleset, lelki eredetű szervi (pszichoszomatikus) megbetegedés következhet be.
Hazai viszonylatban új és a munkáltatók, a munkavállalók, sőt az egész társadalom közgondolkodásába még kevésbé beépült, fel nem ismert problémakörről van szó, amelyet még számos tévhit is övez. A munkavédelemről szóló 1993. évi XCIII. törvény 2008. január 1-jétől hatályos módosítása emeli be a munkavédelem törvényi szintű szabályozásába a pszichoszociális kockázati tényezők kezelésének munkáltatói feladatát, egyben meghatározva ezen tényező fogalmát is.
A stresszhez vezető ún. stresszorok előfordulnak a tágabb és szűkebb értelemben vett munkahelyi fizikai, szociális, társadalmi környezetünkben egyaránt. A stressz nem betegség, és a stresszhez vezető kihívások önmagukban szükségesek a testi, lelki fejlődéshez. Elsősorban a hosszú távú stressz hatás vezethet:
- magatartási zavarokhoz: ingerlékenység, fokozott dohányzás, alkoholfogyasztás, alacsony munkateljesítmény,
- pszichológiai hatásokhoz: depresszió, agresszió, zavartság, figyelmetlenség,
- fizikai panaszokhoz, tünetekhez: vérnyomás emelkedése, fejfájás,
- pszichoszomatikus megbetegedésekhez: emésztőrendszeri, szív-érrendszeri megbetegedések.

Ilyen tartós stresszt a munkahelyi bizonytalanság, értékvesztés, képességgel arányban nem álló munkahelyi, társadalmi, családi elvárások, konfliktusos interperszonális kapcsolatok munkatársakkal, főnökkel, vagy a magánéletben, túlzott munkateher okozhatnak.
Továbbá ide sorolandók az olyan kérdések is, mint: mennyi beleszólása van a munkavállalóknak abba, hogy miként végzik a munkájukat, értik-e vagy sem a feladatukat, részesülnek-e vagy sem a munkavállalók a kollégák és a vezetők részéről kellő támogatásban, kaptak-e képzést a feladatok ellátásához, stb.
Jogszabály írja elő a munkáltató számára, mint kötelezettséget, hogy fel kell mérnie, van-e probléma, az milyen kört érint, milyen intézkedés történt eddig, és ha történt, elegendő-e, és mit kell még tenni. A pszichoszociális stressz csökkentése érdekében szükséges munkáltatói intézkedés eszköztára - a probléma természete folytán - eltér a már ismert munkavédelmi intézkedésekétől.
A megelőzésben nagy szerepe van a munkahelyi konfliktuskezelő, stresszkezelő tréningeknek, felvilágosító anyagoknak is, a helyes munkaszervezés, az oktatás, a megfelelő irányítás, szerepek és feladatkörök világos meghatározása, a munkavállalók (pl. szociális) támogatása, ösztönzése mellett.
A pszichoszociális kockázatokkal kapcsolatos munkavédelmi feladatok tartalma, hogy a munkáltató minden lehetséges módon igyekezzék elkerülni a káros stresszt okozó, tartós hatásokat. A felmérést egyedi mérlegelés, a konkrét helyzet minden irányú, a dolgozó tulajdonságaira, változó stressz tűrő képességére is figyelmet fordító elemzés jelenti.